# Poropoea baleena
Poropoea baleena is een vliesvleugelig insect uit de familie Trichogrammatidae. De wetenschappelijke naam is voor het eerst geldig gepubliceerd in 2007 door Narendran & Hayat.